# Hemijsko razlaganje
Hemijsko razlaganje (analiza, dekompozicija) je separacija hemijskog jedinjenja u elemente ili jednostavnija jedinjenja. Ono se u nekim slučajevima definiše kao proces koji je suprotan hemijskoj sintezi. Hemijska dekompozicija je često neželjena hemijska reakcija. Stabilnost, koju hemijsko jedinjenje ima pod normalnim uslovima, je ograničena pri izlaganju jedinjenja ekstremnim uslovima, kao što su toplota, radijacija, vlažnost ili kiselost rastvarača. Detalji procesa delompozicije generalno nisu dobro definisani, jer se molekul može razložiti u mnoštvo manjih fragmenata. Hemijsku dekompoziciju koristi više analitičkih tehnika, kao što su masena spektrometrija, tradicionalna gravimetrijska analiza, i termogravimetrijska analiza.
Šira definicija termina dekompozicija takođe obuhvata razlaganje jedne faze u dve ili više faza.

## Reakcije
Opšta reakcija hemijske dekompozicije je: 
Specifičan primer je elektroliza vode do gasovitog vodonika i kiseonika:

### Dodatni primeri
Primer spontane dekompozicije je vodonik peroksid, koji se sporo razlaže u vodu i kiseonik:
Karbonati se razlažu pri zagrevanju. Primetan izuzetak je ugljena kiselina, . Ona je sastojak gaziranih pića, koji se spontano razlaže tokom vremena u ugljen-dioksid i vodu
Drugi karbonati se razlažu pri zagrevanju i proizvode odgovarajuće metalne okside i ugljen-dioksid. U sledećoj jednačini M označava metal:
Specifični primer je razlaganje kalcijum karbonata:
Metalni hlorati se takođe razlažu pri zagrevanju. Metalni hlorid i gasoviti kiseonik su produkti.
Jedna od uobičajenih dekompozicija hlorata je razlaganje kalijum hlorata:

## Literatura
- Holler, F. James; Skoog, Douglas A.; West, Donald M. (1996). Fundamentals of analytical chemistry. Philadelphia: Saunders College Pub. ISBN 978-0-03-005938-4.

## Spoljašnje veze
- Baza podataka biodegradacije